# Peggle
Peggle é um jogo eletrônico dos gêneros puzzle e casual desenvolvido por Sukhbir Sidhu e Brian Rothstein da PopCap Games. Inicialmente lançado para o Microsoft Windows e Mac OS X em 2007, desde então teve versões lançadas para o Xbox Live Arcade, PlayStation Network, o Nintendo DS (com a ajuda da Q Entertainment), Windows Mobile, o iPod, o iPhone OS e Zeebo, o jogo também foi lançado para dispositivos que utilizam Java, e um minigame foi incorporado ao jogo World of Warcraft. Houve três sequências para o jogo: Peggle Nights, Peggle 2 e Peggle Blast. As sequências foram lançadas em setembro de 2008, dezembro de 2013 e dezembro de 2014, respectivamente.
A jogabilidade é semelhante ao pachinko, com o objetivo sendo atingir todos os pinos laranjas para prosseguir ao próximo nível. É possível utilizar poderes para facilitar este processo, desbloqueados ao completar capítulos. Os poderes são representados por "Mestres", retratados como animais semelhantes aos personagens de um desenho animado.
Peggle inicialmente vendeu de forma lenta, mas a inclusão de uma variante de Peggle no pacote de jogos The Orange Box acelerou imensamente as vendas. Desde 2009, o jogo vendeu mais de 50 milhões de unidades.

## Jogabilidade
Peggle é um jogo semelhante ao pachinko. No modo aventura, apresenta cinquenta e cinco níveis separados por cinco capítulos, cada um tendo uma disposição de pinos diferente. Os pinos, também chamados de "pegs", podem ter quatro cores distintas: azul, laranja, verde e roxo. O objetivo do jogo é atingir todos os 25 pinos laranjas utilizando o dispensador de bolas no topo da tela para mirar e atirar nos pinos, sem perder todas as bolas disponíveis. Quando a bola colide com um pino, o pino brilha e, depois de um tempo, desaparece, aumentando os pontos do jogador. Os pinos roxos oferecem mais pontos pela colisão, enquanto os pinos verdes podem ativar uma habilidade especial. O jogador inicia com 10 bolas (12 na versão de iPod não-Touch) disponíveis para atingir os pinos. Não é o suficiente para atingir os pinos individualmente, por isso, é necessário coletar mais bolas ou fazer lances que atingem vários pinos de uma vez. Ao fracassar a atingir todos os pinos laranjas, é necessário reiniciar o nível do começo. Se a bola cair na região abaixo dos pinos, sem atingir nenhum dos pinos, o jogador terá 50% de chance de recuperar sua bola.
Há duas maneiras de obter mais bolas. Abaixo dos pinos, há um balde que se move entre as duas pontas da tela, infinitamente. Quando a bola cai dentro do balde, o jogador obtém mais uma bola. Também é possível coletar "pontos de estilo", que são obtidos ao fazer lances que são recompensados pelo jogo. Ao coletar pontos de estilo o bastante, uma nova bola é adicionada. Este processo pode ser feito até três vezes em um lance.
Quando a bola aproximar o último pino laranja, a câmera do jogo irá se aproximar a bola e desacelerar a velocidade. No momento da colisão, a música Ode à alegria começará a tocar, e a mensagem "Extreme Fever" surgirá no centro da tela. A região localizada abaixo dos pinos é substituída por cinco baldes sustentando placas, cada placa mostrando uma pontuação. A bola irá cair em um dos baldes, e a pontuação premiada deste balde será adicionada a pontuação do jogador. Se todos os pinos disponíveis no nível forem destruídos, a pontuação obtém um bônus, todos os baldes alcançam a pontuação máxima (100 mil) e a mensagem "Ultra Extreme Fever" será mostrada no centro da tela.
Peggle possui uma variedade de mestres. Eles são desbloqueados conforme o jogador completa capítulos. Os mestres são desbloqueados a cada capítulo e Cada um tem uma habilidade diferente, que é ativada quando a bola colide com um pino verde. Nos níveis finais, quando o jogador tem desbloqueado todos os personagens, é possível escolher entre qualquer um deles.
Além da campanha principal do jogo, o modo Aventura, existem uma lista de desafios para o jogador completar. Cada desafio utiliza mapas novos ou já existentes e requisita que o jogador atinja uma meta, como alcançar 50 mil pontos ou atingir todos os pinos presentes no nível. Há também o modo "Duel" (duelo), que possibilita a jogatina com outros jogadores ou com uma inteligência artificial, onde o objetivo é obter a maior pontuação. Este modo também adiciona pontos de classificação, ou pontos de Ranking. As versões de Xbox Live Arcade e PlayStation Network adicionam o modo "Peg Party" (festa de pinos), onde até quatro jogadores competem em tabuleiros diferentes usando um número limitado de bolas, tentando alcançar a pontuação máxima. Em ambos os modos, Peggle permite que o jogador escolha seu Mestre.

## Desenvolvimento

Um protótipo de Peggle.

A inspiração para a criação de Peggle se deu ao vício de jogos Pachinko do desenvolvedor Sukhbir Sidhu nos anos 90. Ele pensou que a ideia não funcionaria corretamente para um jogo eletrônico de computador porque jogos Pachinko eram baseados em sorte. Foi até que um dos programadores, Brian Rothstein, fizesse um motor de física 2D, que para Sukhbir acreditou ser perfeito para o estilo do jogo. Conforme o projeto iria sendo desenvolvido, novos integrantes foram adicionados ao projeto. Inicialmente, o jogo possuía elementos do jogo Breakout. De acordo com o time, os níveis eram muito acelerados e exigentes, então o time se dedicou para simplifica-los, decidindo que a melhor escolha seria utilizar uma disposição de pinos estáticos, randomizando os pinos laranjas entre os outros para equilibrar a dificuldade dos níveis.
O tema de Peggle foi alterado constantemente. Durante algum tempo, Peggle se chamava Thunderball e era baseado no deus mitológico Thor. Eventualmente, o tema do jogo foi alterado para ser mais leve. Por causa dessa mudança, o nome também deveria ser modificado. Os projetistas do jogo pensaram em nomes como "Pego" e "Pogo". Posteriormente, o grupo descobriu que "Pogo" já era o nome para um portal de jogos da Electronic Arts, então este nome foi cancelado.
Em um ano de desenvolvimento, Peggle estava tecnicamente completo. Porém, a PopCap Games levou mais tempo para ajustar e aperfeiçoar os planos de fundo, músicas e sons. A música que toca quando um nível é conquistado, Ode à alegria de Beethoven, era apenas temporária. Após o time perceber a boa recepção dos jogadores, a música foi mantida, se tornando icônica para a comunidade do jogo. Houve sons simples de se criar, como o som da bola atingindo um pino. Este foi "emprestado" de outro jogo, e foi inicialmente usado como algo temporário. Porém, de acordo com o desenvolvedor Sukhbir Sidhu, "o som era tão perfeito que nós nem pensamos em substituí-lo". Outros sons requisitaram mais iterações, como o som de lançar a bola utilizando o dispensador, que soou como um canhão no início, enquanto o som do balde de bola gratuita, que soava como um som retrô de "blup". Esses sons foram substituídos por versões mais leves (um canhão de ar e um coro angelical, respectivamente).
Em 2014, a PopCap Games recebeu uma patente nos Estados Unidos para a jogabilidade de Peggle, descrita como "jogo eletrônico, como um jogo de computador envolvido com remover pinos".

## Sequências e versões
Peggle foi lançado primeiramente para Windows, em 27 de fevereiro de 2007. E obteve versões para PlayStation Network (PSN), Xbox Live Arcade (XBLA), iPod e iOS. As versões de XBLA e PSN possuem o modo "Peg Party" (festa de pinos), que possibilita a jogatina simultânea de até quatro jogadores. As versões para as plataformas XBLA, PSN e iOS possuem O modo "Duel" (duelo), onde jogadores podem duelar entre si. 
Em 16 de Setembro de 2008, foi lançada a sequência Peggle Nights. A sequência adicionou um novo Mestre, em conjunto com novos desafios e níveis. Um lançamento desenvolvido pela Q Entertainment para o Nintendo DS recebeu o nome de Peggle: Dual Shot, lançado em 3 de Março de 2009. Esta versão mescla os conteúdos de Peggle e Peggle Nights,. Em 9 de Dezembro de 2013, foi lançada a sequência Peggle 2. No próximo ano, a sequência para celulares, Peggle Blast, foi lançada.

### Variações
Lançado em 2007 no conjunto Orange Box da Valve, Peggle Extreme foi uma variação de Peggle com níveis inspirados nos jogos da Valve, como Portal, Half-Life e Team Fortress 2. Em 2008, ela se tornou gratuita na Steam. O jogo foi desenvolvido em parceria com a Valve. Depois que a PopCap descobriu que Peggle era frequentemente jogado na empresa por meio de uma ligação, a PopCap desenvolveu uma versão de Peggle apresentando personagens icônicos da Valve como um presente. A empresa respondeu colocando o jogo na The Orange Box — uma ação que iria popularizar o jogo imensamente. Também lançado em 2007, Peggle: World of Warcraft Edition foi um jogo promocional das franquias Peggle e World of Warcraft.

## Recepção
Peggle foi otimamente recebido pelos críticos. Erik Brudvig da IGN afirmou que o jogo era "pura felicidade destilada em um download digital de baixo custo.", atribuindo uma nota nove de dez. Dan Whitehead da EuroGamer disse que o jogo "É tão simples, mas tão viciante", também oferecendo uma nota nove. Muitos críticos também consideraram o jogo "viciante". Sumantra Lahiri da Game Developer afirmou que é "viciada em Peggle", atribuindo seu vício a fatores como a simplicidade do jogo, a profundidade no design, afirmação constante de conquistas e o tempo adjacente à sua agenda.
O jogo inicialmente não foi bem-sucedido no seu lançamento para Microsoft Windows, mas suas vendas rapidamente aceleraram após a inclusão de Peggle Extreme no The Orange Box. O desenvolvedor Sukhbir Sidhu afirmou que esta versão ajudou a trazer jogadores de jogos eletrônicos que nunca iriam jogar um jogo "com unicórnios e arcos-íris". Até 2009, As versões de demonstração gratuitas de Peggle foram baixadas mais de 50 milhões de vezes. Porém, a PopCap não divulgou o número de compras.
Peggle obteve grande sucesso após seu lançamento no Xbox Live Arcade, obtendo 100 mil jogadores nos placares da Xbox em apenas um mês. Este número não é totalmente credível, pois também incluí jogadores que compraram o pacote PopCap Arcade Volume 2, que possuí o jogo.
O lançamento do jogo foi um sucesso no iOS, ficando entre os dez aplicativos mais comprados na App Store nas primeiras duas semanas que esteve disponível. O título foi colocado à venda durante quatro dias em junho de 2009 por apenas 1 dólar (5 dólares normalmente); isto levou o jogo ao título de aplicativo mais comprado na App Store. De acordo com um porta-voz da PopCap Games, a empresa vendeu quase o mesmo número de unidades nesses quatro dias do que nas três semanas após o lançamento do jogo.
Em abril de 2008, a PopCap Games financiou um estudo na Universidade da Carolina do Norte para analisar os efeitos positivos de jogos casuais. O estudo concluiu que Peggle diminuía em 45% a depressão. Peggle, além de outros jogos da PopCap também foram descobertos para melhorar a capacidade de atenção e a memória de crianças com TDAH, em uma pesquisa feita pela Information Solutions Group em nome da PopCap.

### Nominações
Peggle foi indicado ao Game Developers Choice Awards de 2007 para os prêmios de "Melhor Jogo Baixável", "Melhor Jogo Portátil (para o lançamento em iPod), e "Inovação". O jogo também foi indicado para a categoria "Jogo Baixável do Ano" durante o 11th Annual Interactive Achievement Awards pela Academia de Artes & Ciências Interativas. Peggle apareceu em 40º lugar na lista de 2007 da PC Gamer (Reino Unido) de seus 100 videogames favoritos de todos os tempos.